# Mammillaria baumii
Mammillaria baumii es una especie de planta perteneciente a la familia Cactaceae. Es endémica de Tamaulipas en México. Su hábitat natural son los áridos desiertos.

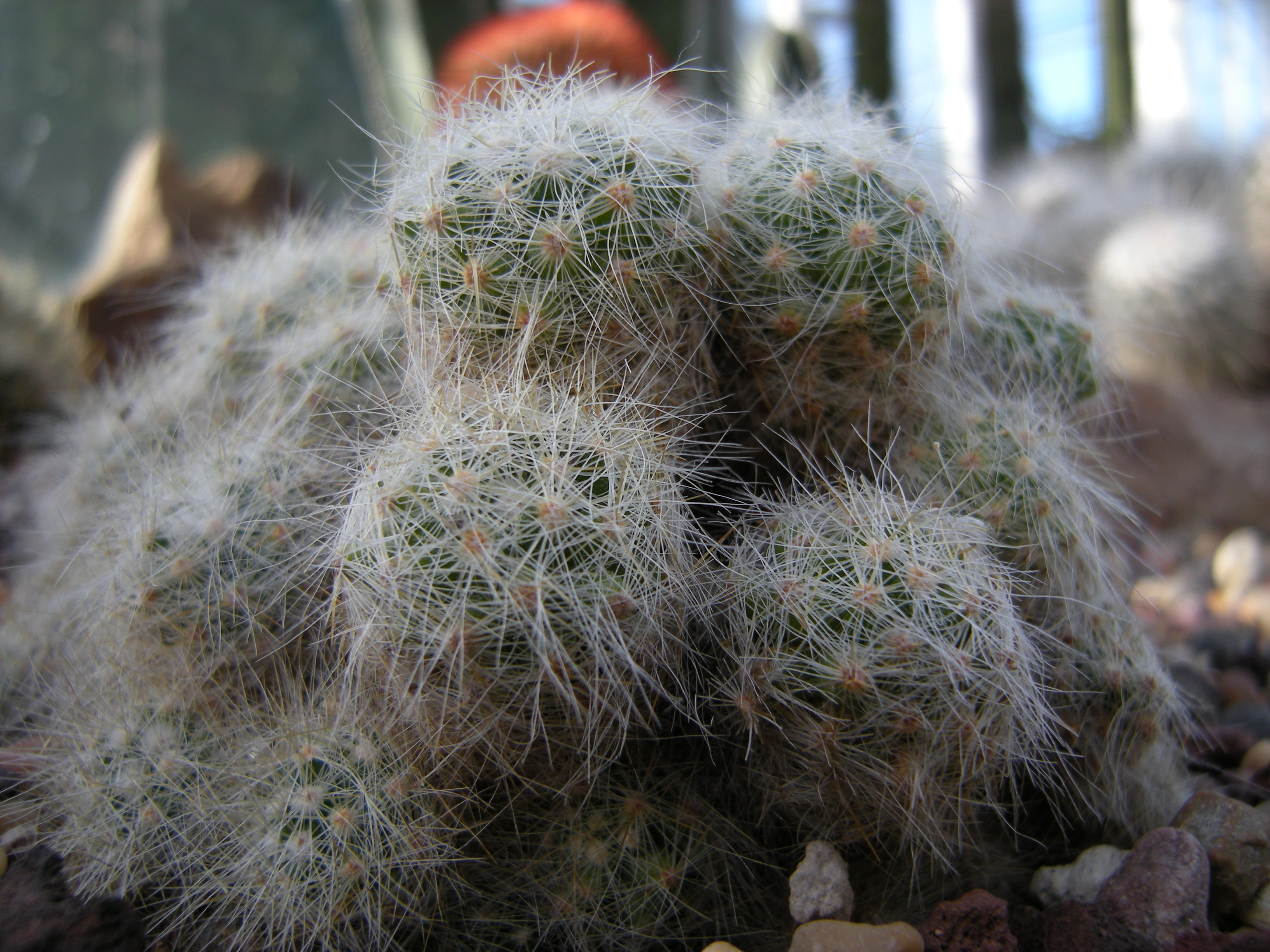
Detalle de la planta cubierta de espinas

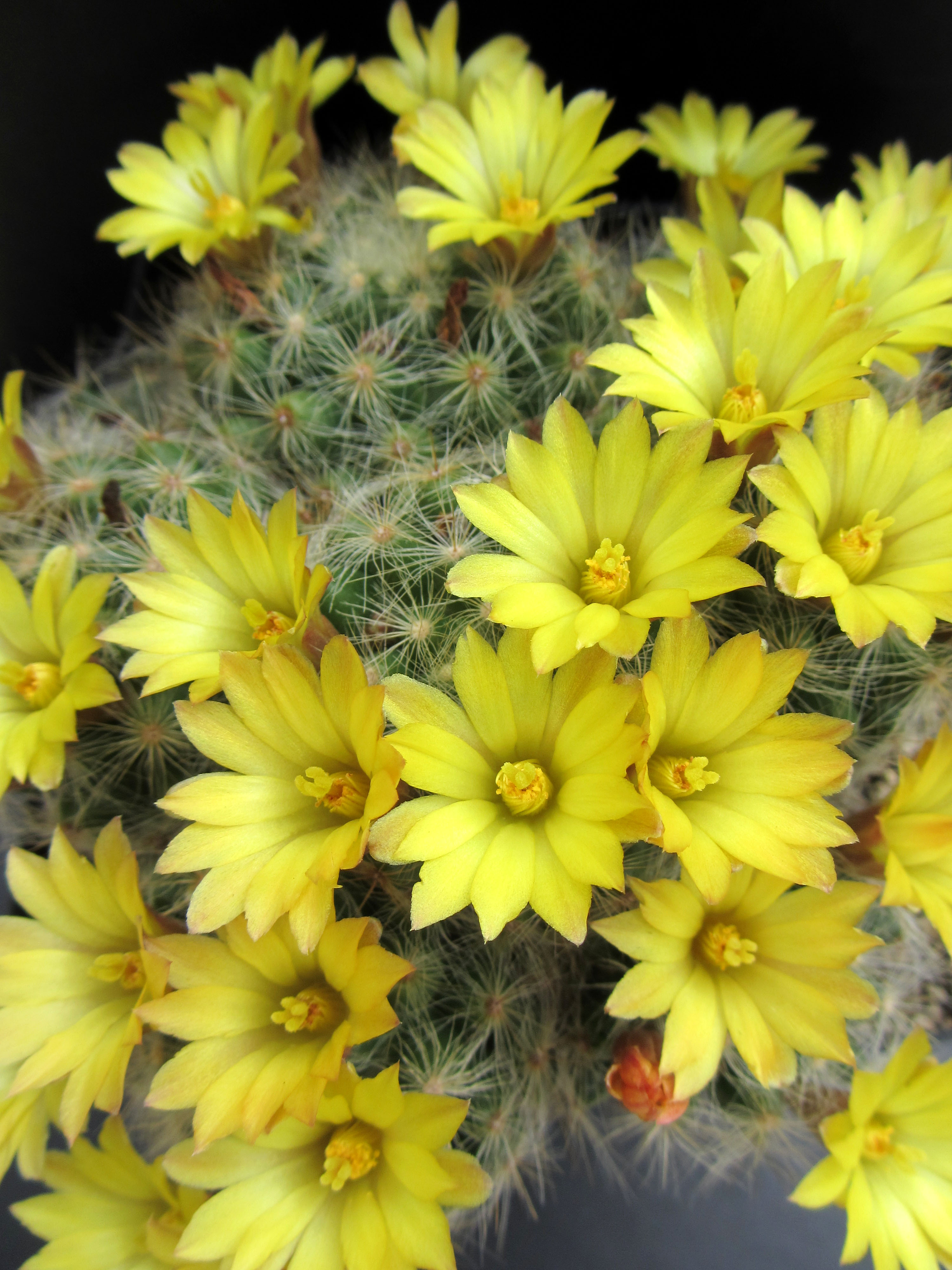
Flores

## Descripción
Mammillaria baumii forma agrupaciones de plantas individuales son esféricas o de forma ovalada y están casi completamente ocultas por las espinas. Alcanzan los 5-7 cm de altura y de 5 a 6 centímetros de diámetro. Son de color verde brillante, de carne blanda, cilíndrica a cónica y sin látex. Las axilas son lanudas sólo en las plantas jóvenes, más adelante están desnudas. Tiene de 5 a 11  espinas centrales delgadas y rectas, con una longitud de 1 a 1,8 centímetros y son de color amarillo blancuzco. Las 30-50 espinas radiales son extremadamente delgadas y flexibles, con  una longitud de 1,5 cm. Las flores  de 2,5 a 3 centímetros de largo y de diámetro, son de color amarillo brillante  y aromáticas. Los frutos son de color verde gris. Estos incluyen semillas marrones.

## Distribución
Mammillaria baumii se encuentra en el estado mexicano de Tamaulipas.

## Taxonomía
Mammillaria baumii fue descrita por Friedrich Boedeker y publicado en Zeitschrift für Sukkulentenkunde. Berlín 2: 238, f, en el año 1926.
Etimología
Mammillaria: nombre genérico que fue descrita por vez primera por Carolus Linnaeus como Cactus mammillaris en 1753, nombre derivado del latín mammilla = tubérculo, en alusión a los tubérculos que son una de las características del género.
baumii: epíteto otorgado en honor del botánico Hugo Baum.
Sinonimia
- Dolichothele baumii
- Ebnerella baumii
- Mammillaria radiaissima[4]